# Jürgen Straub
Jürgen Straub (ur. 3 listopada 1953 w Weitersroda) – niemiecki lekkoatleta średniodystansowiec reprezentujący Niemiecką Republikę Demokratyczną, medalista olimpijski.
Odpadł w eliminacjach biegu na 2000 metrów z przeszkodami na mistrzostwach Europy juniorów w 1970 w Paryżu, a także w eliminacjach biegu na 1500 metrów na halowych mistrzostwach Europy w 1975 w Katowicach.
Zwyciężył w biegu na 1500 metrów, wyprzedzając Paula-Heinza Wellmanna z Republiki Federalnej Niemiec i Jánosa Zemena z Węgier na halowych mistrzostwach Europy w 1977 w San Sebastián. Zajął 3. miejsce na tym dystansie w zawodach pucharu świata w 1977 w Düsseldorfie.
Na halowych mistrzostwach Europy w 1978 w Mediolanie zdobył brązowy medal w biegu na 1500 metrów, przegrywając z Anttim Loikkanenem z Finlandii i Thomasem Wessinghage z RFN. Zajął 7. miejsce w tej konkurencji na mistrzostwach Europy w 1978 w Pradze. Zwyciężył na tym dystansie w finale pucharu Europy w 1979 w Turynie oraz zajął 3. miejsce w zawodach pucharu świata w 1979 w Montrealu.
Największym osiągnięciem Strauba był srebrny medal w biegu na 1500 metrów zdobyty na  igrzyskach olimpijskich w 1980 w Moskwie. Niemiec niespodziewanie rozdzielił dwóch faworytów tej konkurencji: Brytyjczyków Sebastiana Coe i Steve’a Ovetta. Bieg był początkowo prowadzony w wolnym tempie. Straub przyspieszył na 700 metrów przed metą i tylko Coe dał radę go wyprzedzić.
Był mistrzem NRD w biegu na 1500 metrów w latach 1977–1980 oraz w biegu na 3000 metrów z przeszkodami w latach 1973–1975, a także wicemistrzem w biegu na 800 metrów w 1978 i 1980. W hali był mistrzem NRD w biegu na 1500 metrów w latach 1975 i 1977–1980 oraz w biegu na 3000 metrów w 1976.
Dwukrotnie ustanawiał rekord NRD w biegu na 1500 metrów do czasu 3:33,68, uzyskanego 31 sierpnia 1979 w Poczdamie i również dwukrotnie w biegu na 3000 metrów z przeszkodami do wyniku 8:30,0,osiągniętego 4 lipca 1974 w Lipsku.

## Rekordy życiowe
Rekordy życiowe Strauba:
- bieg na 800 metrów – 1,46,0 (1 września 1979, Poczdam)
- bieg na 1000 metrów – 2,16,92 (13 lipca 1979, Poczdam)
- bieg na 1500 metrów – 3,33,68 (31 sierpnia 1980, Poczdam)
- bieg na milę – 3,55,34 (26 sierpnia 1977, Berlin)
- bieg na 3000 metrów z przeszkodami – 8,19,8 (25 czerwca 1975, Oslo)